# Voodoo Soup
《Voodoo Soup》은 1995년 4월 11일에 발매된 미국의 록 음악가 지미 헨드릭스의 사후 컴필레이션 음반이다. 이 음반은 앨런 더글러스가 프로듀싱한 마지막 헨드릭스 음반 중 하나로, 1975년 헨드릭스가 발매한 《Midnight Lightning》과 《Crash Landing》의 사후에 또한 책임졌다.

## 배경
《Voodoo Soup》은 헨드릭스의 네 번째 스튜디오 음반을 발표하기 위한 더글러스의 시도였다. 1971년 드러머 미치 미첼과 에디 크레이머(헨드릭스의 공로를 인정)가 제작한 첫 번째 시도인 《The Cry of Love》는 이후 절판되었다(1992년 CD로 마지막 발매, 2014년 재발매). 가족 회사인 익스피리언스 헨드릭스가 그의 음반을 통제하게 된 후, 헨드릭스가 계획했던 음반을 실현하기 위한 또 다른 시도로 1997년에 《First Rays of the New Rising Sun》이 발매되었다. 그 이후로 《Voodoo Soup》는 절판된 상태로 남아 있다.

## 반응
| 전문가 평가                                | 전문가 평가 |
| 평가 점수                                  | 평가 점수   |
| 출처                                       | 점수        |
| ------------------------------------------ | ----------- |
| AllMusic                                   | [ 3 ]       |
| Chicago Tribune                            | [ 4 ]       |
| Entertainment Weekly                       | A           |
| The Rolling Stone Jazz & Blues Album Guide | [ 6 ]       |

《Voodoo Soup》는 나중에 헨드릭스 전기 작가 찰스 샤르 머레이에 의해 "헨드릭스 스튜디오 4중주를 마침내 만족스러운 결론에 이르게 했다"며 "훌륭한 헨드릭스 음반의 판테온에서 그 자리를 더 이상 얻을 수 없다"고 주장했다. 올뮤직 편집자 스티븐 토마스 얼와인은 회고적 리뷰에서 "대부분의 팬들에게, 드럼 트랙의 재녹음은 가장 용서할 수 없는 죄악이었지만, 이 음반은 또한 서열이 좋지 않고 몇 개의 중요한 트랙이 부족하다."라고 비판하였다.

## 곡 목록
모든 곡들은 지미 헨드릭스에 의해 작사/작곡하였다.
| #   | 제목                     | 재생 시간 |
| --- | ------------------------ | --------- |
| 1.  | 〈The New Rising Sun〉   | 3:21      |
| 2.  | 〈Belly Button Window〉  | 3:34      |
| 3.  | 〈Stepping Stone〉       | 4:07      |
| 4.  | 〈Freedom〉              | 3:25      |
| 5.  | 〈Angel〉                | 4:18      |
| 6.  | 〈Room Full of Mirrors〉 | 3:09      |
| 7.  | 〈Midnight〉             | 6:01      |
| 8.  | 〈Night Bird Flying〉    | 3:46      |
| 9.  | 〈Drifting〉             | 3:52      |
| 10. | 〈Ezy Ryder〉            | 4:08      |
| 11. | 〈Pali Gap〉             | 4:42      |
| 12. | 〈Message to Love〉      | 3:33      |
| 13. | 〈Peace in Mississippi〉 | 5:22      |
| 14. | 〈In from the Storm〉    | 3:39      |